# Vicente Galván y Torrezar
Vicente Galván y Torrezar fue un militar español, que en 1687 fue nombrado gobernador de la provincia de Costa Rica, pero declinó el cargo.

## Biografía
Ingresó en la fuerza naval de Flandes el 1° de mayo de 1655, y sirvió en ella hasta el 15 de junio de 1662, en que se le hizo merced de una bandera en el regimiento de infantería alemana del coronel Francisco de Rojas y Cárdenas, con la cual pasó a España el 22 de junio de 1662, sirviendo hasta el 11 de agosto de 1664. En esta fecha llegó a Madrid con licencia y se le dio salario de alférez reformado para servir en la Armada del Mar Océano, lo cual hizo hasta agosto de 1665. 
Con patente del rey Felipe IV regresó a Flandes a levantar una compañía de infantería valona para el tercio del maestre de campo Francisco Escot, y como se dilató la leva levantó otra para el maestre de campo conde de Ursel y sirvió con ella hasta 1666, hasta que fue reformado y volvió con licencia a España. Sentó plaza de reformado en el regimiento de guardia de Su Majestad, en el cual sirvió desde mayo de 1669 hasta noviembre de 1670, cuando la Corona le dio patente de capitán de infantería española, con calidad de que la levantara para Flandes, para el tercio del maestre de campo don Diego Gómez de Spínola. Con esta compañía sirvió en Flandes poco más de cinco años, hasta que fue promovido a una compañía de caballería del tercio de don Juan de Pimentel. Con esta continuó el servicio hasta el 10 de enero de 1676, cuando con licencia del duque de Villahermosa regresó a España. Sirvió en Cataluña y posteriormente en una compañía acuartelada en el Alcázar de Toledo. Participó en numerosos hechos de armas en tierra y mar y recibió varias heridas. Llegó a alcanzar el grado de capitán de caballos corazas.
El 4 de febrero de 1687 el rey Carlos II lo nombró como gobernador de Costa Rica para reemplazar a don Miguel Gómez de Lara y Brocal, pero no aceptó el cargo. En su lugar se nombró el 10 de agosto de 1689 a Juan Beltrán y Pantoja, que murió antes de asumir el cargo.